# Мијат Гаћиновић
Мијат Гаћиновић (Нови Сад, 8. фебруар 1995) је српски фудбалер који тренутно наступа за АЕК из Атине. Такође је члан репрезентације Србије.
Мијат је син бившег југословенског фудбалера Владимира Гаћиновића.

## Клупска каријера

### Војводина
Гаћиновић је дебитовао за први тим Војводине 19. марта 2013. године у победи од 3:0 против Доњег Срема. Свој први гол постигао је 18. маја исте године, у победи 3:2 против Радничког из Ниша. У сезони 2013/14. је одиграо 27 утакмица и постигао један гол. Једини гол у тој сезони је постигао 26. марта 2014. против Спартака у Купу Србије. Дана 7. маја 2014. године, Гаћиновић је са Војводином освојио Куп Србије. Провео је 30 минута на терену у финалној утакмици у којој је његов клуб савладао Јагодину са 2:0.
Након одласка Марка Полетановића, Гаћиновић је постао нови капитен Војводине. Гаћиновић је у сезони 2014/15. постигао 11 голова на 27 утакмица у свим такмичењима. На крају сезоне је изабран у најбољи тим Суперлиге Србије.

### Ајнтрахт
У августу 2015. је потписао уговор са Ајнтрахтом из Франкфурта. Дана 28. новембра 2015. је дебитовао у Бундеслиги, против Мајнца. Дана 19. маја 2016. је постигао гол против Нирнберга (1:1) у првој утакмици баража за опстанак. У реваншу је уписао асистенцију за Хариса Сеферовића (1:0 победа Ајнтрахта на гостовању) и тако је Ајнтрахт опстао у Бундеслиги.
Свој први гол у Бундеслиги постигао је 5. новембра 2016. против Келна. Дана 7. априла 2017. Гаћиновић је постигао и свој други гол у Бундеслиги, на утакмици са Вердером из Бремена. Током сезоне, Гаћиновић је играо углавном као централни везни. Ајнтрахт је у сезони 2016/17. стигао до финала у Купу Немачке. У финалу су поражени од Борусије из Дортмунда са 2:1, а Гаћиновић је уписао асистенцију.

### Хофенхајм
У 2020. години потписује уговор са Хофенхајмом који траје до 2022. године. У овом клубу је постигао девет голова на одиграних 30 утакмица.

## Репрезентативна каријера
Мијат Гаћиновић је одиграо три утакмице за репрезентацију Босне и Херцеговине до 17 година и постигао један гол, пре него што се одлучио да наступа за репрезентацију Србију за играче до 19 година. Наступао је за репрезентацију Србије до 19 година на Европском првенству 2013. године у Литванији. У полуфиналу против Португала је постигао одлучујући погодак, а у финалу је Србија победила Француску и постала шампион Европе.
Са репрезентацијом Србије до 20 године је постао првак света на првенству на Новом Зеланду 2015. године.
За сениорску репрезентацију Србије је дебитовао 24. марта 2017. на утакмици квалификација за Светско првенство 2018, против Грузије. Ушао је у игру у 81. минуту, уместо Филипа Костића, и пет минута касније је постигао гол у победи Србије од 3:1 над Грузијом у Тбилисију.

### Голови за репрезентацију
| #  | Датум              | Место            | Противник | Гол | Резултат | Такмичење                                |
| -- | ------------------ | ---------------- | --------- | --- | -------- | ---------------------------------------- |
| 1. | 24. март 2017.     | Тбилиси, Грузија | Грузија   | 1–3 | 1–3      | Квалификације за Светско првенство 2018. |
| 2. | 2. септембар 2017. | Београд, Србија  | Молдавија | 1–0 | 3–0      | Квалификације за Светско првенство 2018. |

## Трофеји

### Војводина
- Куп Србије (1) : 2013/14.

### Ајнтрахт Франкфурт
- Куп Немачке (1) : 2017/18.

### Панатинаикос
- Куп Грчке (1) : 2021/22.

### АЕК Атина
- Првенство Грчке (1) : 2022/23.

### Србија до 19
- Европско првенство до 19 година (1) :  2013.

### Србија до 20. године
- Светско првенство до 20. године (1) :  2015.

#### Индивидуални
- Најбољи тим Суперлиге Србије (1) : 2013/14.

## Одликовања
- Медаља заслуга за народ (Република Српска)